# Porte-drapeau

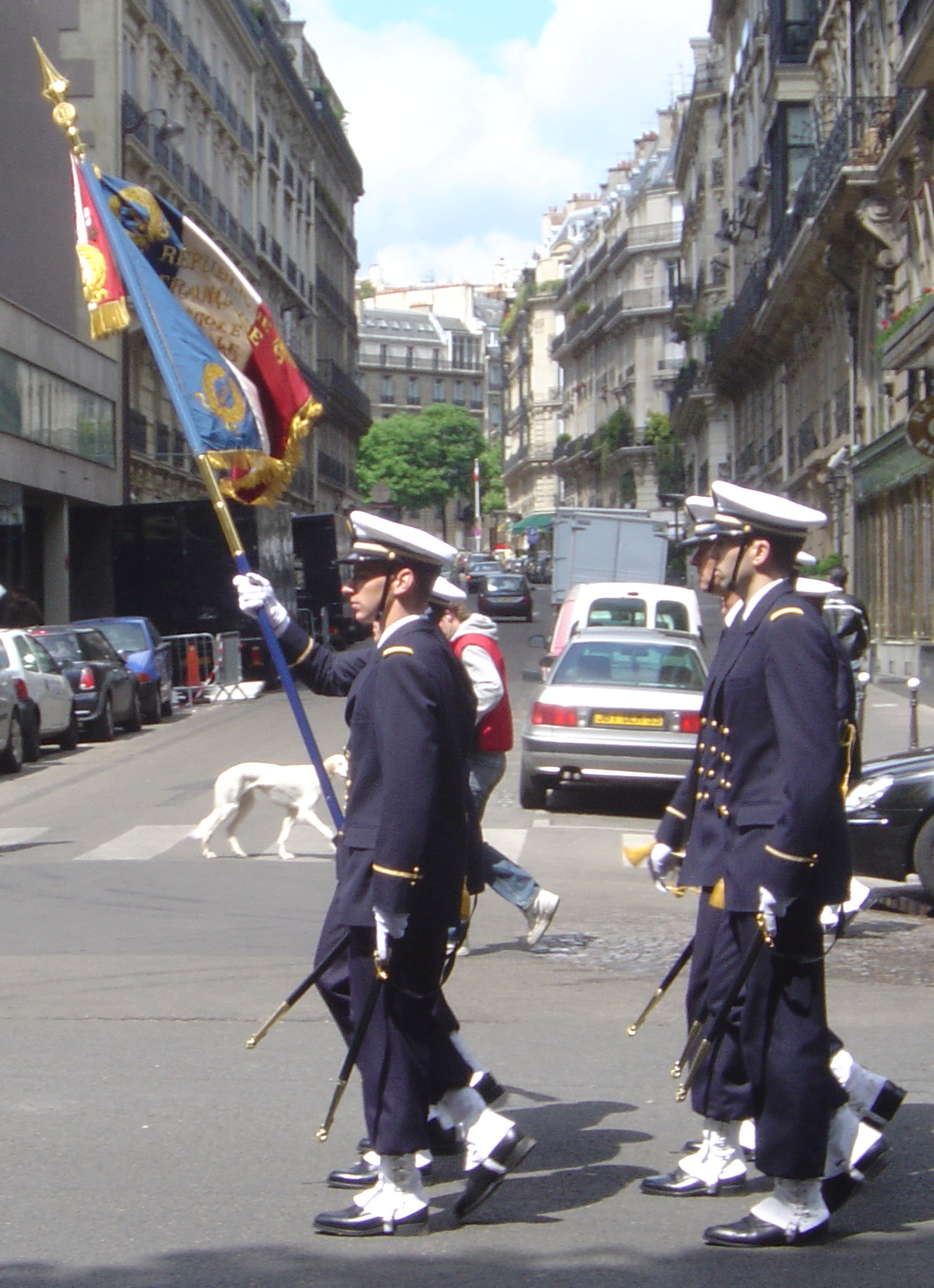
Garde au drapeau de l'École navale, lors du défilé célébrant le 8 mai 1945, sur l'avenue des Champs-Élysées à Paris, en 2005.

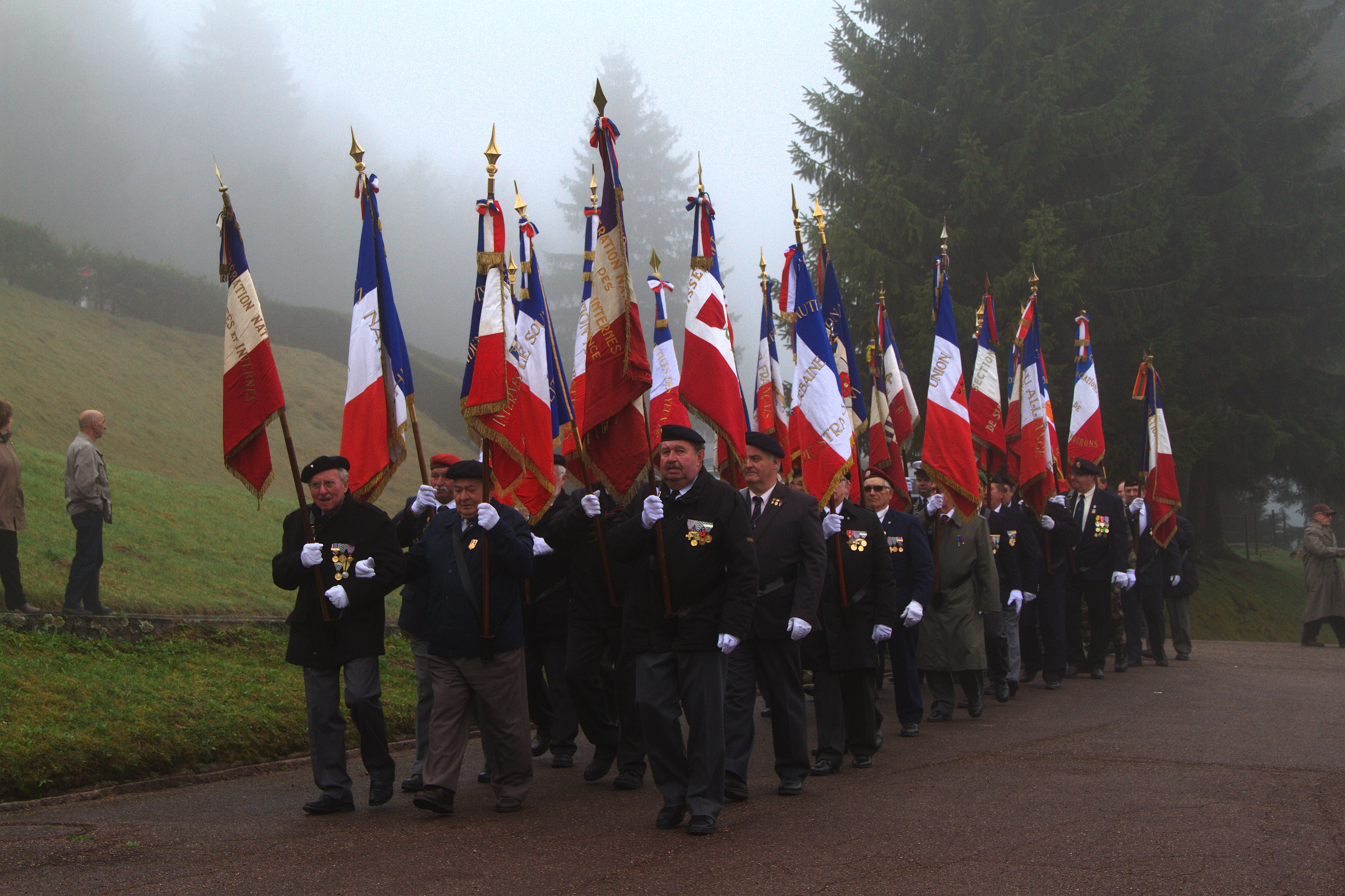
Porte-drapeaux d'associations d'anciens combattants au Camp de concentration de Natzwiller-Struthof lors de la Journée nationale du souvenir de la déportation en 2013.

Un porte-drapeau ou porte-étendard est une personne dont la fonction est de porter une hampe à laquelle est attachée un drapeau ou un étendard, dans le but de l'exhiber lors d'une bataille, d'un défilé, d'une cérémonie ou d'une manifestation. Le porte-drapeau peut être à pied ou à cheval, et se trouve généralement en tête de formation. Il peut être entouré de personnes qui forment une garde au drapeau.
Le porte-drapeau tient la hampe à une ou deux mains, et il est souvent aidé en cela par un manchon qui en accueille la base, attaché à la selle (dans le cas d'un cavalier) ou à un baudrier, une ceinture, ou une bandoulière (dans le cas d'un piéton). Cet équipement peut être fait de divers matériaux, tels que le cuir, le nylon ou tout autre tissu.
En France, il existe un diplôme d'honneur de porte-drapeau régi par un arrêté du 13 octobre 2006.
De manière métaphorique, il peut aussi s'agir d'une personne considérée comme étant la plus représentative d'un courant de pensée, ou encore d'un magasin ou d'un produit réputé exemplaire au sein d'un réseau ou d'une gamme.
Le porte drapeau dans l'armée doit avoir mérité cet honneur comme par exemple pendant les défilés lors de la Fête nationale française le 14 juillet.

## Grade militaire
L'ancien grade militaire français de porte-drapeau fut créé par l'ordonnance royale du 10 décembre 1762, remplaçant le grade d'enseigne dans les régiments d'infanterie français. L'ordonnance ne concernait pas l'infanterie « étrangère » ni la cavalerie ni la Maison militaire du roi de France. Les porte-drapeaux étaient choisis parmi les sergents (depuis 1776 parmi les sergents-majors), y compris lorsque c'étaient des roturiers. Ils étaient associés à l'état-major du régiment et étaient « tenus, par tout temps, de porter les drapeaux à pied » (les enseignes portaient les drapeaux seulement déroulés, par exemple dans la bataille ou pendant des revues). Les porte-drapeaux avaient le rang de dernier sous-lieutenant.
En cas de vacance parmi les places de sergent, les porte-drapeaux (deux par bataillon) et les douze plus anciens sergents du régiment proposaient trois candidats propres (parmi les caporaux du régiment) au major et au capitaine de la compagnie concernée. Pour les porte-drapeaux roturiers, une promotion suivante au grade titulaire de sous-lieutenant devint même impossible après l'édit de 22 mai 1781, dite l'édit de Ségur.
Dans la cavalerie (dite « légère ») et aux dragons, le grade de porte-étendard (dragons : porte-guidon) remplaça celui de cornette par l'ordonnance du 21 décembre 1762, exception faite des cornettes aux régiments Colonel général, Mestre de camp et Commissaire général. Dans les hussards il n'y avait pas le grade d'enseigne, cornette ou guidon et dès lors pas de porte-étendard non plus.
Le grade fut supprimé par l'ordonnance du 1er avril 1791, le terme porte-drapeau décrivant maintenant seulement une fonction qu'occupaient sous-lieutenants ou sergent-majors.
L'insigne de grade dans l'infanterie était une épaulette de soie sur l'épaule gauche, orné de frange simple. En 1763 le fond était jaune (variante aurore) ou blanche, suivant la couleur des boutons, liséré d'or ou d'argent en opposition. Le même principe dans la cavalerie et dans les dragons, avec l'exception des porte-étendards de carabiniers, qui portaient les épaulettes à fond de soie de « couleur feu » (rouge était la couleur distinctive des carabiniers). Les franges étaient mêlées d'or ou d'argent et de soie, de même dans l'infanterie et dans la cavalerie.
Depuis 1767, la couleur de fond de soie suivait la couleur distinctive du régiment, l'épaulette liséré à la couleur des boutons. De 1779 les porte-drapeaux dans toutes les troupes portaient l'épaulette à fond de soie couleur de feu, lisérée d'or ou d'argent.

## Aviation
Une compagnie aérienne porte-drapeau est une compagnie de transport aérien privée possédant d'importants avantages dans le pays dans lequel elle est domiciliée. Souvent historiquement nationale, elle est la principale compagnie du pays et le représente.

## Sports
Durant certains évènements sportifs, un porte-drapeau emmène une délégation nationale. C'est notamment le cas lors des cérémonies d'ouverture des Jeux olympiques depuis 1912. C'est généralement considéré comme une reconnaissance envers la personne désignée pour représenter son pays.